# Carbondale (Illinois)
Carbondale je město v okrese Jackson County ve státě Illinois. Podle sčítání lidu v roce 2010 mělo 25 902 obyvatel. Leží v oblasti Jižní Illinois na křižovatce Illinois Route 13 a Route 51, 154 km jihovýchodně od St. Louis ve státě Missouri, při severním okraji Šóníjského národního lesa. Carbondale je centrem hlavního kampusu Southern Illinois University.
Počátek města lze klást do srpna 1852, kdy Daniel Harmon Brush, John Asgill Conner a Dr. William Richart koupili 360-akrovou parcelu (1,5 km²) mezi vesnicemi Makanda a De Soto, jimiž měla vést zamýšlená železnice, a která se v západovýchodním směru nacházela mezi městy Murphysboro a Marion. Brush nazval místo Carbondale kvůli rozsáhlému nalezišti uhlí. První vlak přijel do Carbondale po hlavní trati z Caira na sever v Den nezávislosti roku 1854.
V době občanské války se Carbondale stalo regionálním obchodním a dopravním centrem a po založení Carbondale College také důležitým vzdělávacím centrem. V roce 1874 zde byla založena Southern Illinois Normal University, která dnes nese jméno Southern Illinois University. S přibližně 20 tisíci zapsanými studenty dává Carbondale charakter univerzitního města.